# Liste der Ortschaften im Bezirk Sankt Veit an der Glan
Die Liste der Ortschaften im Bezirk Sankt Veit an der Glan enthält die Gemeinden und ihre zugehörigen Ortschaften im Kärntner Bezirk Sankt Veit an der Glan.
- Gemeinde Althofen
  - Aich
  - Althofen
  - Eberdorf
  - Epritz
  - Krumfelden
  - Muraniberg
  - Rabenstein
  - Rain
  - Töscheldorf
  - Treibach

- Gemeinde Brückl
  - Brückl
  - Christofberg
  - Eppersdorf
  - Hart
  - Hausdorf
  - Johannserberg
  - Krainberg
  - Krobathen
  - Labegg
  - Michaelerberg
  - Oberkrähwald
  - Ochsendorf
  - Pirkach
  - Salchendorf
  - Schmieddorf
  - Selesen
  - St. Filippen
  - St. Gregorn
  - St. Ulrich am Johannserberg
  - Tschutta

- Gemeinde Deutsch-Griffen
  - Albern
  - Arlsdorf
  - Bach
  - Bischofsberg
  - Brunn
  - Deutsch Griffen
  - Faulwinkel
  - Gantschach
  - Göschelsberg
  - Graben
  - Gray
  - Hintereggen
  - Hochrindl
  - Leßnitz
  - Meisenberg
  - Messaneggen
  - Mitteregg
  - Oberlamm
  - Pesseneggen
  - Ratzendorf
  - Rauscheggen
  - Sand
  - Spitzwiesen
  - Tanzenberg
  - Unterlamm

- Gemeinde Eberstein
  - Baumgarten
  - Eberstein
  - Gutschen
  - Hochfeistritz
  - Kaltenberg
  - Kulm
  - Mirnig
  - Rüggen
  - St. Oswald
  - St. Walburgen

- Gemeinde Frauenstein
  - Äußere Wimitz
  - Beißendorf
  - Breitenstein
  - Dörfl
  - Dornhof
  - Dreifaltigkeit
  - Eggen
  - Fachau
  - Föbing
  - Frauenstein
  - Gassing
  - Graßdorf
  - Grassen
  - Gray
  - Grua
  - Hammergraben
  - Hintnausdorf
  - Höffern
  - Hörzenbrunn
  - Hunnenbrunn
  - Innere Wimitz
  - Kraig
  - Kraindorf
  - Kreuth
  - Laggen
  - Leiten
  - Lorenziberg
  - Mailsberg
  - Mellach
  - Nußberg
  - Obermühlbach
  - Pfannhof
  - Pörlinghof
  - Predl
  - Puppitsch
  - Sand
  - Schaumboden
  - Seebichl
  - Siebenaich
  - Stammerdorf
  - Steinbichl
  - Steinbrücken
  - Stromberg
  - Tratschweg
  - Treffelsdorf
  - Überfeld
  - Weidenau
  - Wimitz
  - Wimitzstein
  - Zedl bei Kraig
  - Zensweg
  - Zwein

- Gemeinde Friesach
  - Dobritsch
  - Dörfl
  - Engelsdorf
  - Friesach
  - Gaisberg
  - Grafendorf
  - Guldendorf
  - Gundersdorf
  - Gunzenberg
  - Gwerz
  - Harold
  - Hartmannsdorf
  - Hundsdorf
  - Ingolsthal
  - Judendorf
  - Kräuping
  - Leimersberg
  - Mayerhofen
  - Moserwinkl
  - Oberdorf I
  - Oberdorf II
  - Olsa
  - Pabenberg
  - Reisenberg
  - Roßbach
  - Sattelbogen
  - Schratzbach
  - Schwall
  - Silbermann
  - St. Johann
  - St. Salvator
  - St. Stefan
  - Staudachhof
  - Stegsdorf
  - Timrian
  - Wagendorf
  - Wels
  - Wiegen
  - Wiesen
  - Zeltschach
  - Zeltschachberg
  - Zienitzen
  - Zmuck

- Gemeinde Glödnitz
  - Altenmarkt
  - Bach
  - Brenitz
  - Eden
  - Flattnitz
  - Glödnitz
  - Grai
  - Hohenwurz
  - Jauernig
  - Kleinglödnitz
  - Laas
  - Lassenberg
  - Moos
  - Rain
  - Schattseite
  - Torf
  - Tschröschen
  - Weißberg
  - Zauchwinkel

- Gemeinde Gurk
  - Dörfl
  - Finsterdorf
  - Föbing
  - Gassarest
  - Glanz
  - Gruska
  - Gurk
  - Gwadnitz
  - Hundsdorf
  - Kreuzberg
  - Krön
  - Masternitzen
  - Niederdorf
  - Pisweg
  - Ranitz
  - Reichenhaus
  - Straßa
  - Sutsch
  - Zabersdorf
  - Zedl
  - Zedroß
  - Zeltschach

- Gemeinde Guttaring
  - Baierberg
  - Dachberg
  - Deinsberg
  - Dobritsch
  - Gobertal
  - Guttaring
  - Guttaringberg
  - Höffern
  - Hollersberg
  - Maria Hilf
  - Oberstranach
  - Rabachboden
  - Ratteingraben
  - Schalkendorf
  - Schelmberg
  - Schrottenbach
  - Sonnberg
  - St. Gertruden
  - Übersberg
  - Urtl
  - Urtlgraben
  - Verlosnitz
  - Waitschach
  - Weindorf

- Gemeinde Hüttenberg
  - Andreaskreuz
  - Gobertal
  - Gossen
  - Heft
  - Hinterberg
  - Hüttenberg
  - Hüttenberg Land
  - Jouschitzen
  - Knappenberg
  - Lichtegg
  - Lölling Graben
  - Lölling Schattseite
  - Lölling Sonnseite
  - Obersemlach
  - Semlach
  - St. Johann am Pressen
  - St. Martin am Silberberg
  - Stranach
  - Unterwald
  - Waitschach
  - Zosen

- Gemeinde Kappel am Krappfeld
  - Boden
  - Dobranberg
  - Dürnfeld
  - Edling
  - Freiendorf
  - Garzern
  - Gasselhof
  - Geiselsdorf
  - Gölsach
  - Grillberg
  - Gutschen
  - Haide
  - Haidkirchen
  - Kappel am Krappfeld
  - Krasta
  - Landbrücken
  - Latschach
  - Lind
  - Mannsberg
  - Mauer
  - Möriach
  - Muschk
  - Oberbruckendorf
  - Passering
  - Pölling
  - Poppenhof
  - Rattenberg
  - Schöttlhof
  - Silberegg
  - St. Florian
  - St. Klementen
  - St. Martin am Krappfeld
  - St. Willibald
  - Unterbergen
  - Unterpassering
  - Unterstein
  - Windisch
  - Zeindorf

- Klein St. Paul
  - Buch
  - Drattrum
  - Dullberg
  - Filfing
  - Grünburg
  - Kirchberg
  - Kitschdorf
  - Klein St. Paul
  - Maria Hilf
  - Mösel
  - Müllergraben
  - Oberwietingberg
  - Prailing
  - Raffelsdorf
  - Sittenberg
  - Unterwietingberg
  - Wietersdorf
  - Wieting

- Gemeinde Liebenfels
  - Bärndorf
  - Beißendorf
  - Eggen I
  - Eggen II
  - Freundsam
  - Gasmai
  - Glantschach
  - Gößeberg
  - Graben
  - Gradenegg
  - Grassendorf
  - Grund
  - Hardegg
  - Hart
  - Hoch-Liebenfels
  - Hohenstein
  - Kraindorf
  - Kulm
  - Ladein
  - Lebmach
  - Liebenfels
  - Liemberg
  - Lorberhof
  - Mailsberg
  - Metschach
  - Miedling
  - Moos
  - Pflausach
  - Pflugern
  - Pulst
  - Puppitsch
  - Radelsdorf
  - Rasting
  - Reidenau
  - Rohnsdorf
  - Rosenbichl
  - Sörg
  - Sörgerberg
  - St. Leonhard
  - Tschadam
  - Waggendorf
  - Wasai
  - Weitensfeld
  - Woitsch
  - Zmuln
  - Zojach
  - Zwattendorf
  - Zweikirchen

- Gemeinde Metnitz
  - Auen
  - Feistritz
  - Felfernigthal
  - Grades
  - Klachl
  - Laßnitz
  - Maria Höfl
  - Marienheim
  - Metnitz
  - Mödring
  - Oberalpe
  - Oberhof Schattseite
  - Oberhof Sonnseite
  - Preining
  - Schnatten
  - Schwarzenbach
  - Teichl
  - Unteralpe
  - Vellach
  - Wöbring
  - Zanitzberg
  - Zwatzhof

- Gemeinde Micheldorf
  - Gasteige
  - Gaudritz
  - Gulitzen
  - Hirt
  - Lorenzenberg
  - Micheldorf
  - Ostrog
  - Ruhsdorf
  - Schödendorf

- Gemeinde Mölbling
  - Bergwerksgraben
  - Breitenstein
  - Brugga
  - Dielach
  - Drasenberg
  - Eixendorf
  - Gaming
  - Gerach
  - Gratschitz
  - Gunzenberg
  - Kogl
  - Mail
  - Meiselding
  - Mölbling
  - Pirka
  - Rabing
  - Rastenfeld
  - Ringberg
  - St. Kosmas
  - St. Stefan am Krappfeld
  - Stein
  - Stoberdorf
  - Straganz
  - Treffling
  - Tschatschg
  - Unterbergen
  - Unterdeka
  - Wattein
  - Welsbach

- Gemeinde St. Georgen am Längsee
  - Bernaich
  - Dellach
  - Drasendorf
  - Fiming
  - Garzern
  - Goggerwenig
  - Gösseling
  - Hochosterwitz
  - Kreutern
  - Krottendorf
  - Labon
  - Launsdorf
  - Maigern
  - Mail-Süd
  - Niederosterwitz
  - Pirkfeld
  - Podeblach
  - Pölling
  - Rain
  - Reipersdorf
  - Rottenstein
  - Scheifling
  - Siebenaich
  - St. Georgen
  - St. Martin
  - St. Peter
  - St. Sebastian
  - Stammerdorf
  - Taggenbrunn
  - Thalsdorf
  - Töplach
  - Tschirnig
  - Unterbruckendorf
  - Unterlatschach
  - Weindorf
  - Wiendorf
  - Wolschart
  - Zensberg

- Gemeinde St. Veit an der Glan
  - Affelsdorf
  - Aich
  - Altglandorf
  - Arndorf
  - Baardorf
  - Baiersdorf
  - Beintratten
  - Blintendorf
  - Dellach
  - Draschelbach
  - Eberdorf
  - Galling
  - Gersdorf
  - Holz
  - Hörzendorf
  - Karlsberg
  - Karnberg
  - Laasdorf
  - Lebmach
  - Mairist
  - Milbersdorf
  - Muraunberg
  - Niederdorf
  - Pflugern
  - Pörtschach am Berg
  - Preilitz
  - Projern
  - Radweg
  - Raggasaal
  - Ritzendorf
  - St. Andrä
  - St. Donat
  - St. Veit an der Glan
  - Streimberg
  - Tanzenberg
  - Ulrichsberg
  - Unterbergen
  - Untermühlbach
  - Unterwuhr
  - Wainz
  - Zwischenbergen

- Gemeinde Straßburg
  - Bachl
  - Buldorf
  - Dielach
  - Dobersberg
  - Drahtzug
  - Edling
  - Gassarest
  - Glabötsch
  - Gruschitz
  - Gundersdorf
  - Hackl
  - Hausdorf
  - Herd
  - Hohenfeld
  - Höllein
  - Kraßnitz
  - Kreuth
  - Kreuzen
  - Kulmitzen
  - Langwiesen
  - Lees
  - Lieding
  - Machuli
  - Mannsdorf
  - Mellach
  - Mitterdorf
  - Moschitz
  - Olschnitz
  - Olschnitz-Lind
  - Olschnögg
  - Pabenberg
  - Pöckstein-Zwischenwässern
  - Pölling
  - Ratschach
  - Schattseite
  - Schmaritzen
  - Schneßnitz
  - St. Georgen
  - St. Jakob
  - St. Johann
  - St. Magdalen
  - St. Peter
  - Straßburg-Stadt
  - Unteraich
  - Unterfarcha
  - Unterrain
  - Wildbach
  - Wilpling
  - Winklern

- Gemeinde Weitensfeld im Gurktal
  - Ading
  - Aich
  - Altenmarkt
  - Bach (Zweinitz)
  - Braunsberg
  - Brunn (Zweinitz)
  - Dalling
  - Dielach
  - Dolz
  - Edling
  - Engelsdorf
  - Grabenig
  - Grua
  - Hafendorf
  - Hardernitzen
  - Hundsdorf
  - Kaindorf
  - Kleinglödnitz
  - Kötschendorf
  - Kraßnitz
  - Lind
  - Massanig
  - Mödring
  - Mödritsch
  - Nassing
  - Niederwurz
  - Oberort
  - Planitz
  - Psein
  - Reinsberg
  - Sadin
  - St. Andrä
  - Steindorf
  - Traming
  - Tschriet
  - Weitensfeld
  - Wullroß
  - Wurz
  - Zammelsberg
  - Zauchwinkel
  - Zweinitz